# Это Англия
«Это Англия» (англ. This is England) — британский художественный фильм 2006 года режиссёра Шейна Медоуза. 
Фильм рассказывает о британских скинхедах. Позднее были сняты три мини-сериала, рассказывающие о дальнейшей судьбе героев: «Это Англия 86», «Это Англия 88» и «Это Англия 90».

## Сюжет
Сюжет фильма разворачивается в британском городке в июле 1983 года. 
12-летний Шон Филд потерял отца на Фолклендской войне. После драки со школьным задирой он по пути домой встречает группу молодых скинхедов. Шон попадает в эту компанию и знакомится с их лидером Вуди, а также с Милки, Пьюком, Кезом и Гаджетом — бандой почти безобидных хулиганов. Ребята веселятся тем, что громят заброшенные дома, играют в футбол и пьют пиво. Шона принимают в скинхеды — теперь он побрит и одет по брендовому кодексу: рубашка Ben Sherman, ботинки Dr. Martens, тонкие красные подтяжки, джинсы с подворотами. В новой компании мальчик знакомится с восемнадцатилетней девушкой Смэлл и влюбляется в неё.
Идиллия продолжается до тех пор, пока из тюрьмы не возвращается Комбо, старый знакомый Вуди. В тюрьме Комбо примкнул к движению нацистов и теперь пытается распространить его среди других участников банды. Происходит столкновение интересов Комбо и Вуди, так как один из членов банды, — Милки, — мулат. Вуди вступается за Милки, своего друга и банда раскалывается на два лагеря. Первая группа во главе с Комбо, в которую входит и Шон, приняла идеи расизма, однажды посещает собрания Британского национального фронта, где звучат ксенофобские лозунги. Эта группа нападает на продуктовый магазин, принадлежащий иммигранту из Пакистана. 
Часть банды, оставшаяся с Вуди, продолжает жить своей старой жизнью исповедуя идеи традиционного движения скинхедов.
Развязка наступает когда Комбо приглашает Милки к себе домой где собрались другие участники банды Комбо. Там в состоянии наркотического опьянения, в припадке ярости Комбо избивает Милки до бессознательного состояния прямо на глазах у Шона. Комбо, осознав, что он натворил, пытается всё исправить, но уже слишком поздно…
Всё произошедшее оказывает на Шона большое впечатление, он отказывается от идеи нацизма и выбрасывает висевший в его комнате флаг Англии в море.

## В ролях
| Актёр            | Роль           |
| ---------------- | -------------- |
| Томас Тургус     | Шон            |
| Стивен Грэм      | Комбо          |
| Джо Хартли       | Синтия         |
| Эндрю Шим        | Милки          |
| Вики МакКлюр     | Лол            |
| Джозеф Гилган    | Вуди           |
| Джек О’Коннелл   | Пьюк           |
| Розамунд Хансон  | Смелл          |
| Шанель Крессвелл | Келли          |
| Эндрю Эллис      | Гаджет         |
| Майкл Сока       | Харви          |
| Ханна Уолтерс    | Продавец обуви |
| Перри Бенсон     | Мегги          |
| Джордж Ньютон    | Банджо         |

## Награды и номинации

### Награды
- 2008 — Премия BAFTA
  - Лучший британский фильм — Марк Герберт, Шейн Медоуз
- 2006 — Премия британского независимого кино
  - Лучший британский независимый фильм
  - Наиболее многообещающий новичок — Томас Тургус
- 2006 — Лондонский кинофестиваль
  - Награда киноталанту Великобритании

### Номинации
- 2008 — Премия BAFTA
  - Лучший оригинальный сценарий — Шейн Медоуз
- 2006 — Премия британского независимого кино
  - Лучший режиссёр — Шейн Медоуз
  - Лучший сценарий — Шейн Медоуз
  - Лучший актёр второго плана — Джозеф Гилган, Стивен Грэм
  - Лучший технический вклад (музыка) — Лудовико Эйнауди